# Palpares libelluloides
Palpares libelluloides (лат.) — вид сетчатокрылых насекомых из семейства муравьиных львов (Myrmeleontidae).

## Описание

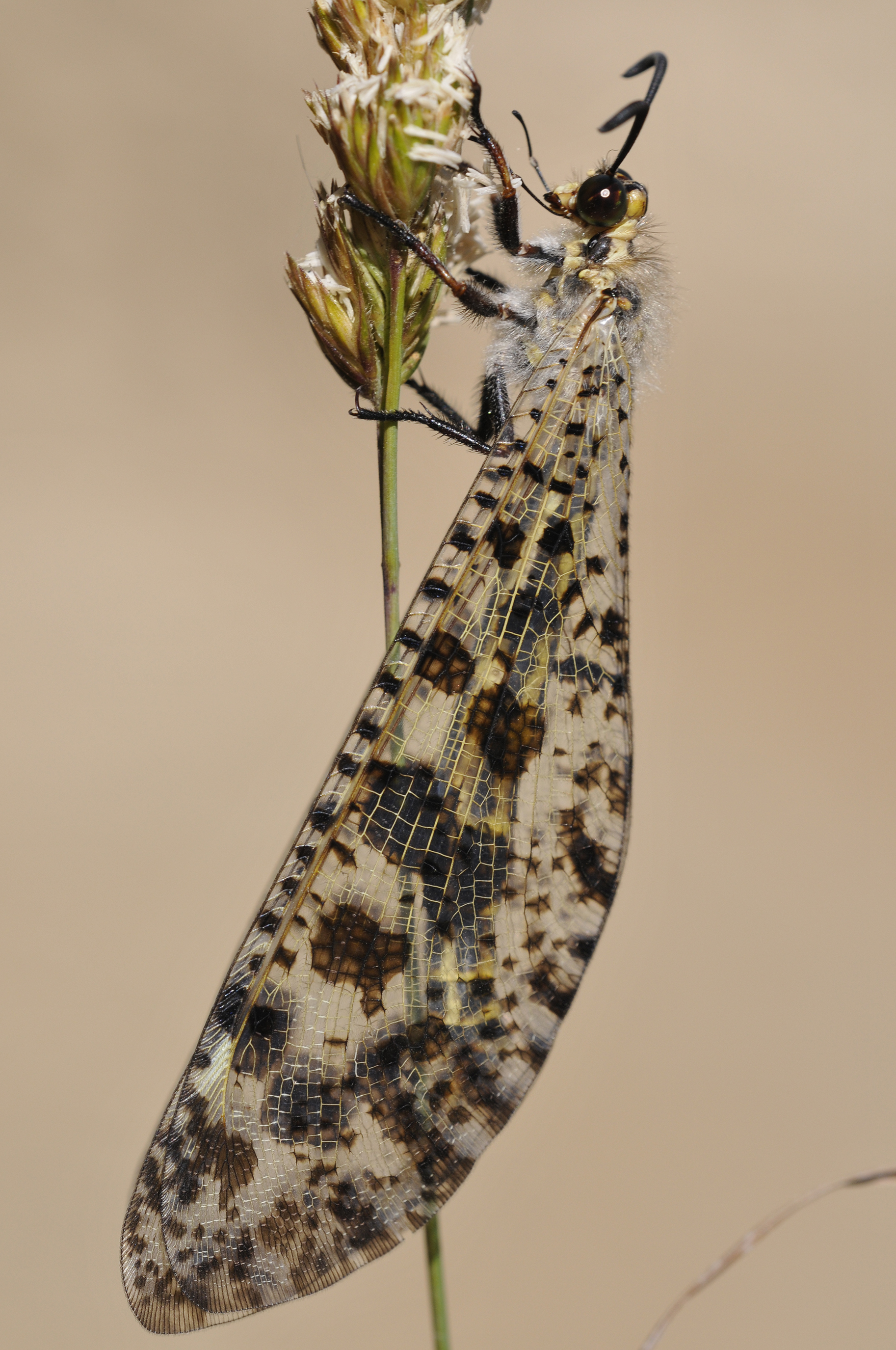

Крупнейший представитель семейства в Восточном полушарии. Размах крыльев до 15 см. Длина переднего крыла — 50—65 мм, заднего — 47—62 мм, длина брюшка самки — 35—43 и самца (с эктопроктами) — 35—45 мм. Длина эктопроктов — около 10 мм. Тело жёлтого цвета, с бурым рисунком, покрыто густыми волосками. Брюшко жёлтого цвета, с характерными для вида тремя продольными бурыми полосами по тергитам. Крылья широкие, прозрачные, с хорошо развитым ярким бурым или рыже-коричневым сложным рисунком, с однорядным костальным полем. Эктопрокты у самцов с длинными вентральными отростками, гонаркус цилиндрической формы с парными малоподвижными парамерами у вершины. Голова жёлтая, с крупным бурым пятном между антеннами и наличником. Антенны короткие, плавно расширяющиеся в уплощенную слабо выраженную булаву. Ноги тёмно-красно-бурые, мощные, все лапки чёрные. Шпоры красно-бурые, слегка изогнутые.

## Биология
Взрослые муравьиные львы активны в дневное время суток. Преимущественно держатся на крутых склонах гор. Часто держатся группами. Хищник, добычу ловят в полёте. 
Личинка крупная, с боченковидным, слабо уплощенным телом. Длина вместе с мандибулами — 25-35 мм. Личинки — активные хищники, сооружают характерные воронкообразные ямки в песчаных почвах, в которые ловят мелких насекомых, закопавшись в песок. При приближении насекомого личинка рывками головы бросает в него несколько песчинок; добыча скатывается на дно воронки и личинка хватает её. Пищеварение у личинок внекишечное. Окукливаются в шелковистом коконе. Куколка свободная.

## Ареал
Западнопалеарктический вид, характеризуется широким ареалом, охватывающим страны Южной Европы, Северную Африку и юго-запад Азии. Широко распространённый восточно-средиземноморский вид с двумя основными выраженными ядрами популяций: южноевропейскоафриканским и кавказско-азиатским.
Ареал: Южная Европа, Кипр, Турция Кавказ, Марокко, Алжир, Тунис, Израиль, Сирия, Ирак, Иран. В фауне России представлен только в прикаспийской части Дагестана.